# Cophinopoda aldabraensis
Cophinopoda aldabraensis là một loài ruồi trong họ Asilidae. Cophinopoda aldabraensis được Tsacas & Artigas miêu tả năm 1994. Loài này phân bố ở vùng nhiệt đới châu Phi.